# Sinfonía de estudio (Bruckner)

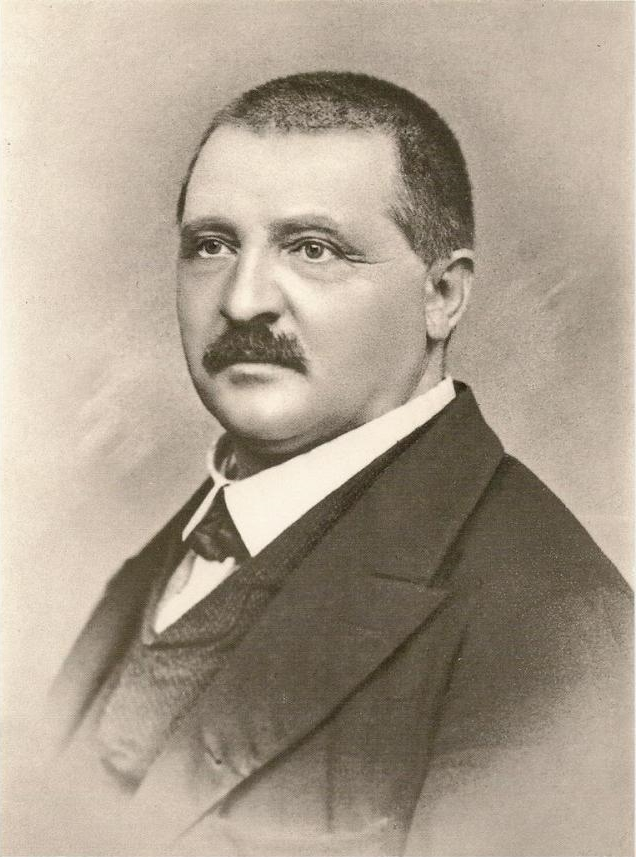
Bruckner en 1868.

La Sinfonía en fa menor, WAB 99, también conocida como Sinfonía de estudio o en alemán Studiensymphonie, fue compuesta por Anton Bruckner en 1863.

## Historia

### Composición

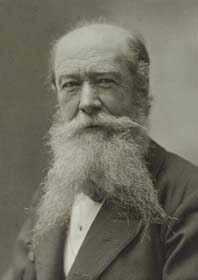
Otto Kitzler en 1915.

La composición de esta pieza se desarrolló entre el 15 de febrero y el 26 de mayo de 1863. Esta obra, junto con la Versión Linz de la Sinfonía n.º 1, fue escrita en Linz y no en Viena como el resto de sinfonías de Bruckner.Se trata de una de las tres piezas con las que finalizó los estudios de composición, forma y orquestación con Otto Kitzler. El compositor austríaco ya había escrito piezas orquestales más pequeñas y marchas bajo la supervisión de Kitzler, pero esta fue su primera obra orquestal de múltiples movimientos. Las otras dos piezas fueron la Obertura en sol menor y la obra coral Salmo 112. Según su profesor la sinfonía no estaba inspirada y tras esta valoración Bruckner no la consideró dentro de su canon. Sin embargo no la destruyó como había hecho con otras creaciones. De hecho llevó a cabo una serie de correcciones e indicaciones para su posterior interpretación, que dan a entender que no había renunciado de ella.
En cuanto a la numeración de la pieza se asignó el número 00 porque en un principio los expertos creyeron que su siguiente obra sinfónica fue la Sinfonía n.º 0 en re menor. No obstante, en la actualidad ya que los musicólogos están convencidos de que la siguiente sinfonía de Bruckner cronológicamente fue la Sinfonía n.º 1 en do menor.

### Estreno y publicación
La obra no llegó a ser interpretada en vida de Bruckner. La primera interpretación que tuvo lugar fue el 31 de octubre de 1913 en la que se pudo escuchar solamente el segundo movimiento de la pieza. El estreno de la obra completa se celebró el 18 de marzo de 1924 en Klosterneuburg bajo la dirección de Franz Moissl.
La primera publicación parcial de la obra fue la del segundo movimiento Andante molto, que fue preparada por Cyrill Hynais y fue llevada a cabo en 1913 por la editorial Universal Edition en Viena. La primera edición completa de la pieza fue preparada por Leopold Nowak y vio la luz en 1973.

## Instrumentación
La partitura está escrita para una orquesta formada por:
- Viento madera: 2 flautas, 2 oboes, 2 clarinetes en si bemol y 2 fagotes.
- Viento metal: 4 trompas (dos en fa y dos en si bemol), 2 trompetas en fa, 3 trombones (alto, tenor y bajo).
- Percusión: timbales.
- Cuerda: una sección de cuerdas con violines I y II, violas, violonchelos y contrabajos.

En todo momento la orquestación es eficaz y muestra un sentido de la variedad y el color, aunque no sea característica de la técnica posterior de Bruckner en ese ámbito.

## Estructura y análisis
La sinfonía consta de cuatro movimientos:
- I. Allegro molto vivace, en fa menor 2
2
- II. Andante molto, en mi bemol mayor 4
4
- III. Scherzo. Schnell, en do menor – Trio. Langsamer, en la bemol mayor 3
4
- IV. Allegro, en fa menor → fa mayor 2
2

La interpretación de esta obra dura aproximadamente entre 35 y 50 minutos, en función de si se ejecutan o no las repeticiones de la exposición los movimientos inicial y final. Se trata de una composición de su época, que muestra una clara influencia de Robert Schumann, si bien en ciertos momentos se deja oír la voz del Bruckner maduro.

### I.Allegro molto vivace
El primer movimiento, Allegro molto vivace, está escrito en la tonalidad de fa menor, en compás alla breve y responde a la forma sonata. 
La exposición consta de tres temas, lo cual será un recurso arquitectónico habitual en Bruckner desde esta Sinfonía en fa menor.
- El primer tema es una danzante melodía interpretada por los violines a la que responde el tutti orquestal.
- El segundo tema es lírico.
- El tercer tema presenta un carácter vigoroso y heroico. La exposición concluye con una suave parte para flauta.

En este punto se debería producir la repetición de la exposición, aunque numerosos directores prescinden de ella y pasan directamente al desarrollo. Una breve recapitulación se cierra con una coda basada en el tema heroico. La multiplicidad temática, con la adición de un tema a la forma sonata convencional, es un toque distintivo que muestra la evidente inclinación del compositor hacia la expansión de la forma.

### II.Andante molto
El segundo movimiento, Andante molto, está en mi bemol mayor y en compás de 4/4. El movimiento lento es encantador en sí mismo aunque todavía no habita el mundo espiritualmente introspectivo de los Adagios que escribiría más adelante. Se abre con un melancólico tema en las cuerdas, que tiene su eco en las trompas. El segundo tema es asignado al oboe. La sección central presenta más agitación y después se recupera a la atmósfera inicial. Se cierra con un tranquilo dúo entre la trompa y los timbales.

### III.Scherzo. Schnell– Trio. Langsamer
El tercer movimiento, Scherzo. Schnell (rápido) – Trio. Langsamer (más lento), está en do menor que en el trío pasa a la bemol mayor y en compás de 3/4. La estructura responde a una forma ternaria A-B-A de scherzo con trío. El maestro ya muestra aquí su habilidad para producir movimientos alegres, vitales y contagiosos en este género.
- Sección A: El Scherzo arranca con un rítmico tema interpretado por los clarinetes y fagotes, que se va alternando con la cuerda en staccato.
- Sección B: El trío es breve y de carácter más tranquilo y melódico, con un acompañamiento de las cuerdas graves también en staccato.
- Sección A: Finaliza con la vuelta da capo al Scherzo.[2]

### IV.Allegro
El cuarto y último movimiento, Allegro, retoma la tonalidad inicial, el compás alla breve y la forma sonata. Se percibe aquí la influencia de Schumann. El segundo tema es delicadamente sincopado. Al igual que en el Allegro inicial, la repetición de la exposición se suele omitir. Un tema muy del estilo de Schumann suena en la trompa al comienzo del desarrollo. En la recapitulación se incrementa el tempo y se cierra de manera jovial con una triunfal coda. El Finale ha sido descrito como "académico" o, en el mejor de los casos, acorde con su época. Contiene premonitorios corales de metales, así como un pasaje en la coda que anticipa otro pasaje correspondiente en la Sinfonía n.º 8.

## Recepción de la obra
El propio Bruckner consideraba claramente esta obra un ejercicio de estudiante. Incluso escribió en el encabezado de la partitura "Schularbeit", que significa trabajo escolar. Sin embargo, el hecho de que el compositor no destruyera o suprimiera la partitura sugiere que le concedía cierto mérito. Aunque Bruckner tenía razón al no querer que la Sinfonía en fa menor formara parte de su canon, según Wayne Reisig es una parte fascinante del estudio de Bruckner, que a menudo ofrece tentadores atisbos de lo que está por venir.
Derek Watson, biógrafo del compositor, afirma que en comparación con la Obertura en sol menor, la Sinfonía en fa menor "carece de inspiración temática y tiene menos carácter", pero sí que tiene "algunos momentos de cálida melodiosidad y una escritura excelente, aunque no original." Por otra parte, la partitura carece de fraseo y elementos dinámicos en comparación con obras posteriores de este mismo autor.

## Discografía selecta
A continuación se cita una selección de grabaciones de la sinfonía.
- 1972 – Elyakum Shapirra, Orquesta Sinfónica de Londres (EMI LP ASD-2808) primera grabación comercial que puede descargarse del sitio web de John Berky.[11]
- 1983 – Guennadi Rozhdéstvenski, Orquesta Sinfónica del Ministerio de Cultura de la URSS (Le Chant du Monde CD LDC-278.851/2) junto con la Sinfonía en re menor.
- 1992 – Eliahu Inbal, Orquesta Sinfónica de la Radio de Frankfurt (Teldec CD 0630-14193-2) primera grabación disponible en CD.
- 1998 – Georg Tintner, Royal Scottish National Orchestra (Naxos CD 8.554432).
- 2015 – Gerd Schaller, Philharmonie Festiva (Profil PH 15035).